# Wieseneck
Die Einöde Wieseneck ist ein Ortsteil des im niederbayerischen Landkreis Kelheim gelegenen Marktes Painten.

## Geografie
Die aus zwei Anwesen bestehende Einöde befindet sich etwa zwei Kilometer südsüdwestlich des Ortszentrums von Painten und liegt auf einer Höhe von 528 m ü. NHN im östlichen Bereich der südlichen Frankenalb. Der Ort liegt im südöstlichen Bereich des historischen Gebietes Tangrintel, einer überwiegend bewaldeten Hochebene, die zwischen den Flussläufen der Altmühl und der Schwarzen Laber liegt.

## Geschichte
Durch die zu Beginn des 19. Jahrhunderts im Königreich Bayern durchgeführten Verwaltungsreformen wurde die Ortschaft zu einem Bestandteil der eigenständigen Landgemeinde Neulohe, zu der auch noch das Kirchdorf Maierhofen und die beiden Einöden Falterhof und Prexlhof gehörten. Der Sitz der Landgemeinde Neulohe war allerdings nicht der namensgebende Ort selbst, sondern Maierhofen. Im Zuge der in den 1970er-Jahren durchgeführten kommunalen Gebietsreform in Bayern wurde Wieseneck dann im Jahr 1972 zusammen mit der gesamten Gemeinde Neulohe nach Painten eingemeindet. Ende der 1980er Jahre zählte Wieseneck 5 Einwohner.

## Verkehr
Die Anbindung an das öffentliche Straßennetz wird durch eine Gemeindestraße hergestellt, die Wieseneck mit der etwa einen halben Kilometer südlich des Ortes vorbeiführenden Kreisstraße KEH 16 verbindet.